# Graham Arnold
Graham James Arnold (Sídney, 3 de agosto de 1963) es un entrenador y exfutbolista australiano que jugaba como delantero. Actualmente dirige a la selección de Irak.

## Carrera como jugador
En 1980, cuando contaba con diecisiete años de edad, el Bankstown Berries FC, aunque solo permaneció un año, ya que un año después el Sídney United 58 se hizo con sus servicios para las ocho temporadas siguientes. Llegó a marcar 68 goles en 178 partidos que jugó para el club. Posteriormente, emigró a Europa para jugar en el Roda JC Kerkrade. En 1992 fichó por el RFC Lieja, y dos años después por el Royal Charleroi SC. Finalmente, tras jugar desde 1995 hasta 1997 en el NAC Breda, Arnold viajó a Japón para ser traspasado al Sanfrecce Hiroshima. Tras dejar el club al final de temporada, volvió a Australia para jugar y retirarse en 2001 en el Northern Spirit FC.

## Selección nacional
Graham Arnold representó a la selección de fútbol de Australia un total de 54 veces y marcó 19 goles (85 partidos y 33 goles incluyendo los partidos no oficiales y selecciones menores). Hizo su debut de la mano de Frank Arok en un partido de clasificación para la Copa del Mundo contra Taiwán en Adelaida el 23 de octubre de 1985. Además, marcó en dicho partido, encuentro que finalizó por 7-0. Su último partido con la selección fue el 29 de noviembre de 1997 en un partido de clasificación para la Copa del Mundo contra Irán.

### Goles internacionales
| #  | Fecha                   | Lugar                                                | Oponente        | Gol | Resultado | Competición                                          |
| -- | ----------------------- | ---------------------------------------------------- | --------------- | --- | --------- | ---------------------------------------------------- |
| 1  | 23 de octubre de 1985   | Hindmarsh Stadium, Adelaida, Australia               | Taiwán          | 5-0 | 7-0       | Clasificación para la Copa Mundial de Fútbol de 1986 |
| 2  | 3 de agosto de 1986     | Olympic Park Stadium, Melbourne, Australia           | República Checa | 1-1 | 1-1       | Amistoso                                             |
| 3  | 25 de octubre de 1986   | Mount Smart Stadium, Auckland, Nueva Zelanda         | Nueva Zelanda   | 0-1 | 1-1       | Copa Trans-Tasman                                    |
| 4  | 2 de noviembre de 1986  | Parramatta Stadium, Sídney, Australia                | Nueva Zelanda   | 1-0 | 2-1       | Copa Trans-Tasman                                    |
| 5  | 23 de noviembre de 1986 | Guangdong Provincial People's Stadium, Cantón, China | Chile           | 0-2 | 0-2       | Amistoso                                             |
| 6  | 21 de junio de 1987     | Olympic Stadium, Seoul, Corea del Sur                | Corea del Sur   | 1-1 | 1-1       | Copa del Presidente 1987                             |
| 7  | 15 de noviembre de 1987 | Zhongshan Soccer Stadium, Taipéi, Taiwán             | Taiwán          | 0-1 | 0-3       | Clasificación para los Juegos Olímpicos de Seúl 1988 |
| 8  | 15 de noviembre de 1987 | Zhongshan Soccer Stadium, Taipéi, Taiwán             | Taiwán          | 0-2 | 0-3       | Clasificación para los Juegos Olímpicos de Seúl 1988 |
| 9  | 26 de febrero de 1988   | Bruce Stadium, Canberra, Australia                   | Taiwán          | 1-0 | 3-0       | Clasificación para los Juegos Olímpicos de Seúl 1988 |
| 10 | 26 de febrero de 1988   | Bruce Stadium, Canberra, Australia                   | Taiwán          | 2-0 | 3-0       | Clasificación para los Juegos Olímpicos de Seúl 1988 |
| 11 | 27 de marzo de 1988     | Eden Park, Auckland, Nueva Zelanda                   | Taiwán          | 1-0 | 3-0       | Clasificación para los Juegos Olímpicos de Seúl 1988 |
| 12 | 3 de diciembre de 1988  | Macquarie Field, Speers Point, Australia             | Fiyi            | 4-0 | 5-1       | Clasificación para la Copa Mundial de 1990           |
| 13 | 12 de marzo de 1989     | Sydney Football Stadium, Sídney, Australia           | Nueva Zelanda   | 2-0 | 4-1       | Clasificación para la Copa Mundial de 1990           |
| 14 | 12 de marzo de 1989     | Sydney Football Stadium, Sídney, Australia           | Nueva Zelanda   | 3-0 | 4-1       | Clasificación para la Copa Mundial de 1990           |
| 15 | 30 de mayo de 1993      | Mount Smart Stadium, Auckland, Nueva Zelanda         | Nueva Zelanda   | 0-1 | 0-1       | Clasificación para la Copa Mundial de 1994           |
| 16 | 18 de junio de 1995     | Sydney Football Stadium, Sídney, Australia           | Ghana           | 2-0 | 2-1       | Amistoso                                             |
| 17 | 13 de junio de 1997     | Parramatta Stadium, Sídney, Australia                | Tahití          | 4-0 | 5-0       | Clasificación para la Copa Mundial de 1998           |
| 18 | 17 de junio de 1997     | Parramatta Stadium, Sídney, Australia                | Islas Salomón   | 0-2 | 2-6       | Clasificación para la Copa Mundial de 1998           |
| 19 | 6 de julio de 1997      | Parramatta Stadium, Sídney, Australia                | Nueva Zelanda   | 2-0 | 2-0       | Clasificación para la Copa Mundial de 1998           |

## Carrera como entrenador
Arnold tuvo un cameo como entrenador desde el principio de su carrera. Fue entrenador durante 2 partidos mientras era jugador del Sydney United durante la temporada 1989-90. Sin embargo, su verdadera carrera como entrenador comenzó en 1998, cuando fue nombrado jugador/entrenador del Northern Spirit FC. Fue entrenador durante dos temporadas, llegando a los playoffs en su temporada de debut.

### Selección de Australia
Fue designado como asistente técnico de la selección de Australia en 2000.En julio de 2006, se convertiría en el entrenador interino y dirigiría al seleccionado australiano durante la Copa Asiática 2007.En dicha competencia avanzó hasta los cuartos de final, donde cayó ante Japón en la tanda de penaltis.
De igual manera, Arnold continuó en el cargo de entrenador de la selección australiana sub-23, clasificándose para los Juegos Olímpicos 2008. Con el nombramiento de Pim Verbeek como entrenador de la selección absoluta, se mantuvo como su asistente técnico en la Copa Mundial de la FIFA 2010.

### Central Coast Mariners
El 9 de febrero de 2010, fue confirmado como entrenador del Central Coast Mariners hasta el final de la temporada 2012-13.El 21 de abril de 2013, obtuvo la A-League por primera vez en la historia del club luego de vencer al Western Sydney Wanderers por 2-0.A final de la temporada, dejó su cargo en el equipo australiano.

### Vegalta Sendai
El 15 de noviembre de 2013, Arnold asumió como entrenador del Vegalta Sendai.El 9 de abril de 2014, el club anunció que la rescisión de su contrato después de una racha de 6 encuentros sin victorias.

### Sydney FC
Arnold fue nombrado entrenador del Sydney FC el 8 de mayo de 2014.En mayo de 2017, obtuvo la A-League luego de vencer al Melbourne Victory en los penales.Unos meses más tarde, conquistó la FFA Cup luego de vencer al Adelaide United por 2-1.

### Regreso a la selección de Australia
El 8 de marzo de 2018, después de una intensa búsqueda, se anunció que reemplazaría a Bert van Marwijk como entrenador australiano después de la Copa Mundial de la FIFA 2018, tras su notable éxito en el Sydney FC.
Su primer torneo en su segunda etapa fue la Copa Asiática 2019, donde debía defender el título conseguido. Sin embargo, el combinado australiano quedó eliminado en cuartos de final luego de caer ante Emiratos Árabes Unidos por 1-0.A pesar de las críticas recibidas, pudo guiar a los Olyroos a un tercer puesto en el Campeonato Sub-23 de la AFC 2020 y logró la clasificación para los Juegos Olímpicos 2020.
En junio de 2022, Arnold guio a Australia a su quinta aparición consecutiva en la Copa Mundial de la FIFA, llevando a los socceroos a victorias en los play-offs sobre los Emiratos Árabes Unidos el 7 de junio y Perú el 13 de junio.En dicha competencia, llevó a los australianos a los octavos de final por segunda vez después de 2006 luego de vencer por 1-0 a Túnez y a Dinamarca en los dos últimos partidos de la fase de grupos.No obstante, serían eliminados por Argentina después de una emocionante derrota por 2-1.
El 19 de septiembre de 2024, presentó su renuncia al cargo después de un mal comienzo en la clasificación para el Mundial 2026.

### Selección de Irak
El 9 de mayo de 2025, fue oficializado como entrenador de la selección de Irak.

## Clubes

### Como futbolista
| Club                 | País         | Año       | Partidos | Goles |
| -------------------- | ------------ | --------- | -------- | ----- |
| Bankstown Berries FC | Australia    | 1980-1981 | ¿?       | ¿?    |
| Sydney United 58 FC  | Australia    | 1982-1990 | 178      | 68    |
| Roda JC Kerkrade     | Países Bajos | 1990-1992 | 63       | 22    |
| RFC Lieja            | Bélgica      | 1992-1994 | 66       | 24    |
| Royal Charleroi SC   | Bélgica      | 1994-1995 | 16       | 1     |
| NAC Breda            | Países Bajos | 1995-1997 | 68       | 36    |
| Sanfrecce Hiroshima  | Japón        | 1997-1998 | 35       | 10    |
| Northern Spirit FC   | Australia    | 1999-2001 | 47       | 5     |

### Como entrenador
Datos actualizados al 10 de septiembre de 2024.
| Club                          | País      | Año           | PJ  | PG  | PE | PP | Rendimiento |
| ----------------------------- | --------- | ------------- | --- | --- | -- | -- | ----------- |
| Selección de Australia        | Australia | 2006-2007     | 15  | 6   | 4  | 5  | 48.89 %     |
| Central Coast Mariners FC     | Australia | 2010-2013     | 114 | 55  | 30 | 29 | 57.02 %     |
| Vegalta Sendai                | Japón     | 2014          | 8   | 0   | 3  | 5  | 12.5 %      |
| Sydney FC                     | Australia | 2014-2018     | 142 | 81  | 34 | 27 | 65.02 %     |
| Selección sub-23 de Australia | Australia | 2018-2021     | 9   | 5   | 3  | 1  | 66.67 %     |
| Selección de Australia        | Australia | 2018-2024     | 57  | 37  | 7  | 13 | 69.01 %     |
| Selección de Irak             | Irak      | 2025-presente |     |     |    |    |             |
| Total                         | Total     | Total         | 345 | 184 | 81 | 80 | 61.16 %     |

## Palmarés

### Como entrenador

#### Campeonatos nacionales
| Título   | Club                   | País      | Año     |
| -------- | ---------------------- | --------- | ------- |
| A-League | Central Coast Mariners | Australia | 2012-13 |
| A-League | Sydney FC              | Australia | 2016-17 |
| FFA Cup  | Sydney FC              | Australia | 2017    |

#### Distinciones individuales
| Título                            | Club                   | País      | Año  |
| --------------------------------- | ---------------------- | --------- | ---- |
| Entrenador del año de la A-League | Central Coast Mariners | Australia | 2012 |